# Laso-Naturreservat
Das Laso-Naturreservat (russisch Лазовский заповедник/Lasowski sapowednik, englische Transkription: Lazovsky Zapovednik) ist ein russisches Naturschutzreservat im Süden Russlands.
An der Küste des Chinesischen Meeres gelegen, ragen Berge von bis zu 1000 Metern in dem Gebiet in die Höhe. Der Fluss Kijewka mündet hier ins Meer. Im Schutzgebiet leben eine große Anzahl verschiedener Säuger und Vögel. Die sehr diverse Flora enthält einige endemische und einige Reliktpflanzen.

## Schutz, Monitoring und Management
Linda Kerley und ihr Mann Mischa Borissenko führen seit vielen Jahren Untersuchungen zum Sibirischer Tiger (auch Amur-Tiger) und Leoparden durch. 2007 erhielten sie eine einjährige Unterstützung der Wildlife Conservation Society und das Programm Save the Tiger Fund der Fish and Wildlife Foundation. Sie starteten ein neues Projekt in Lasowski und benutzen dazu Kamera-Fallen für Tiger.